# Neoribates robustus
Neoribates robustus är en kvalsterart som först beskrevs av Banks 1895.  Neoribates robustus ingår i släktet Neoribates och familjen Parakalummidae.

## Underarter
Arten delas in i följande underarter:
- N. r. robustus
- N. r. floridanus